# Польське гігієнічне товариство
Польське гігієнічне товариство (пол. Polskie Towarzystwo Higieniczne) — польське наукове товариство, засноване в 1898 році під назвою Варшавське гігієнічне товариство. Першим головою Товариства був польський хірург, професор Варшавського університету Юліан Косинський. Під сучасною назвою Товариство функціонує з 1932 року.

## Опис діяльності
Відповідно до Статуту, метою створення та діяльності даного Товариства є формування професійної й громадської думки щодо питань розвитку громадської гігієни та гігієни навколишнього середовища, санітарної освіти, профілактичної медицини і громадської охорони здоров'я, а також вплив на поліпшення здоров'я населення і стану навколишнього середовища.

### Склад
До складу Товариства входять 22 регіональних філії і 3 наукові секції, в тому числі: Головна наукова секція, Головна військова секція і Головна секція дезінфекції, дезінсекції та дератизації.

### Видавнича діяльність
Видавництво товариства випускає наукові журнали «Problemy Higieny i Epidemiologii» і «HYGEIA public health».

### Сьогодення
Головою Товариства є доктор біологічних наук Анета Клімберг.
Актуальна інформація про діяльність Товариства публікується на сайті www.pth.pl.